# Malassezia furfur

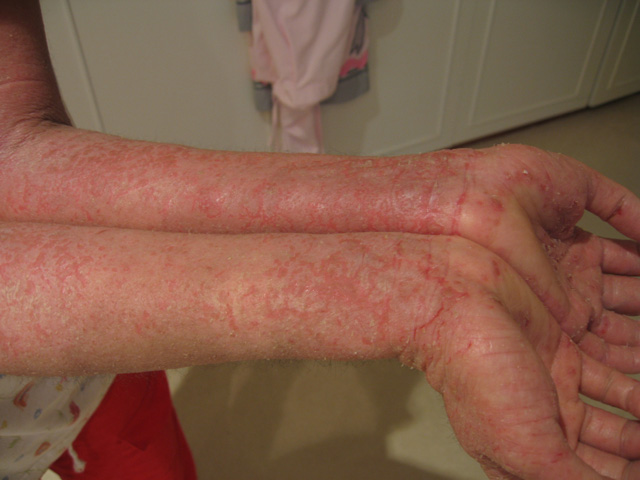
Atopowe zapalenie skóry

Malassezia furfur (C.P. Robin) Baill. – gatunek grzybów należący do rzędu Malasseziales. Grzyb chorobotwórczy dla ludzi i zwierząt.

## Systematyka
Pozycja w klasyfikacji według Index Fungorum: Malassezia, Malasseziaceae, Malasseziales, Incertae sedis, Malasseziomycetes, Ustilaginomycotina, Basidiomycota, Fungi.
Po raz pierwszy opisał go w 1853 roku Charles Philippe Robin nadając mu nazwę Microsporum furfur. Obecną, uznaną przez Index Fungorum nazwę nadał mu Henri Ernest Baillon w 1889 r.
Ma liczne synonimy. Niektóre z nich:
- Pityrosporum furfur (C.P. Robin) C.W. Emmons, Binford & Utz 1970
- Pityrosporum sphaericum Cif. 1960
- Malassezia ovalis (Bizz.) Acton & Panja 1927
- Torulopsis ovalis (Bizz.) F.P. Almeida, 1933

## Morfologia i fizjologia
Malassezia furfur to jednokomórkowy organizm zbudowany z komórek o butelkowatym kształcie i wielkości od 1,5–4,5 × 2,0–6,5 mikrometrów. Ich hodowla w laboratorium jest trudna, wymagająca spełnienia określonych warunków. W warunkach laboratoryjnych zazwyczaj tworzy się forma drożdżowa. Najczęściej wymienianymi suplementami warunkującymi rozwój hodowli są: glicyna, cholesterol i estry cholesterolu.
Znana jest tylko anamorfa. Rozmnażanie bezpłciowe zachodzi przez pączkowanie drożdżowej komórki macierzystej.

## Chorobotwórczość
Malassezia furfur to gatunek drożdżopodobnego grzyba naturalnie występujący na powierzchni skóry ludzi i niektórych innych ssaków. Na ogół istnieje jako organizm komensalny stanowiący naturalną część mikroflory ludzkiej skóry, ale w pewnych warunkach może nabrać zdolności patogenicznych, przechodząc z formy strzępkowej w formę drożdżową. Dzieje się to wskutek niezbadanych dotąd zmian molekularnych. Może to prowadzić do jego niekontrolowanego rozmnażania się i zaburzenia równowagi flory bakteryjnej skóry.
Wywołuje różnego rodzaju schorzenia dermatologiczne, zwłaszcza łojotokowe zapalenie skóry i łupież pstry, ponadto łupież, zapalenie mieszków włosowych, zapalenie płuc związane z cewnikowaniem u pacjentów otrzymujących przeszczepy układu krwiotwórczego oraz atopowe zapalenie skóry.